# Kepler-23 b
Kepler-23 b — перша з трьох екзопланет у зірки Kepler-23 в сузір'ї Лебедя.
Екзопланета являє собою планету нагріту до 1143 Кельвіна. Радіус Kepler-23 b дорівнює двом земним радіусам. Вона обертається на відстані 0,075 а.о. від зірки, здійснюючи повний оборот за сім діб.

## Зірка
Зірка Kepler-23, також відома як GSC 03564-01806, відноситься до зірок спектрального класу G2 V. Зірка знаходиться в 2609 світлових років від Землі в сузір'ї Лебедя. Навколо зірки обертаються, як мінімум, дві планети і один непідтверджений кандидат в планети
Kepler-23 — зірка 13,438 видимої величини, за своїми параметрами схожа на наше Сонце. Її маса і радіус рівні 1,11 і 1,52 сонячних; температура поверхні становить близько 5760 кельвінів. За віком Kepler-23 трохи старше нашого Сонця — їй близько 6 мільярдів років. Зірка отримала своє найменування на честь космічного телескопа Кеплер, який відкрив у неї планети.

## Статті
- Eric B. Ford  et all. Transit Timing Observations from Kepler: II. Confirmation of Two Multiplanet Systems via a Non-parametric Correlation Analysis : [арх. 10 квітня 2021] :  [англ.]. — 2011. — arXiv:1201.5409v1.
- William D. Cochran et all. Kepler 18-b, c, and d: A System Of Three Planets Confirmed by Transit Timing Variations, Lightcurve Validation, Spitzer Photometry and Radial Velocity Measurements : [арх. 30 липня 2019] :  [англ.]. — 2011. — arXiv:1110.0820v1.
- William J. Borucki. Characteristics of planetary candidates observed by Kepler, II: Analysis of the first four months of data : [арх. 6 листопада 2015] :  [англ.]. — 2011. — arXiv:1102.0541v2.
- Stephen R. Kane, Dawn M. Gelino. Decoupling Phase Variations in Multi-Planet Systems : [арх. 6 листопада 2015] :  [англ.] // The Astrophysical Journal. — 2012. — arXiv:1211.6747v1.
- Montet B., Johnson J.. DModel-Independent Stellar and Planetary Masses from Multi-Transiting Exoplanetary Systems :  [англ.]. — 2012. — arXiv:1211.4028v1.[недоступне посилання з лютого 2019]